# Batalla de Montecassino
La batalla de Montecassino (también conocida como la batalla por Roma y la batalla por Cassino) fue una serie de cuatro duras batallas durante la Segunda Guerra Mundial, peleadas por los Aliados con la intención de atravesar la Línea Gustav, y tomar Roma.
A comienzos de 1944 la parte oeste de la Línea Gustav, cuyo pivote principal se situaba en las escarpadas pendientes de Monte Cassino, estaba sostenida por los alemanes que tenían posiciones en los valles de los ríos Rápido, Liri y Garigliano y algunos picos y peñascos cercanos, aunque no en la histórica abadía de Montecassino, fundada en el año 524 por Benito de Nursia, aunque sí contaban con posiciones de defensa en las escarpadas pendientes por debajo de las paredes de la abadía. El 15 de febrero el monasterio, que estaba emplazado sobre un morro que avanzaba hacia el pueblo de Cassino, fue bombardeado por aviones estadounidenses B-17, B-25, y B-26, resultando completamente destruido, aunque casi todos los códices y manuscritos de un valor incalculable y obras de arte habían sido enviados por los alemanes a la Ciudad del Vaticano y pudo salvarse lo sustancial. Dos días después del bombardeo, paracaidistas alemanes se atrincheraron entre las ruinas para defenderlas. Entre el 17 de enero al 18 de mayo, la colina fue atacada cuatro veces por las tropas aliadas. Estas acciones ocasionaron la muerte de 55 000 soldados aliados y 20 000 soldados alemanes.

## Antecedentes
Los desembarcos aliados en Salerno y Tarento en septiembre de 1943, continuaron con el lógico avance hacia Roma. Sin embargo, el avance fue lento, por lo que esta campaña se asemejó a los campos de batalla de la Primera Guerra Mundial. Esto ocurrió debido al difícil terreno de la península itálica, ideal para que los alemanes se atrincheraran en sus defensas.
Los principales caminos desde Nápoles, el cuartel general aliado, hasta Roma pasaban a través del valle del río Liri o por la costa oeste de Italia. Sin embargo, la entrada del valle estaba bloqueada por una colina, en cuyo centro se alzaba el pueblo de Cassino. El punto más alto de la colina (1100 metros) fue elegido por los alemanes para detectar cualquier movimiento aliado, así como dirigir la artillería contra ellos con precisión. Precisamente en ese punto se encontraba la Abadía de Montecasino. Después de la guerra los alemanes negaron rotundamente haber utilizado el monasterio como fortaleza, si bien algunas unidades aliadas declararon lo contrario. Lo cierto es que durante la batalla el monasterio fue destruido por la aviación y la artillería aliada, y entonces los alemanes sí utilizaron las ruinas del edificio para resguardarse.

## Ataques iniciales
El primer ataque se inició el 4 de enero de 1944, con resultados adversos para las tropas aliadas. El 15 de febrero los bombarderos aliados destruyeron el monasterio e iniciaron el segundo ataque con el mismo resultado. Después de bombardear de nuevo lo que quedaba del edificio religioso, la infantería aliada reinició el ataque el 15 de marzo. El 25 de marzo los aliados reconocieron su momentánea derrota y desistieron. Las bajas aliadas totales fueron de 54 000 hombres, sin resultados positivos.
La decisión de bombardear el monasterio fue tomada por el comandante neozelandés Bernard Freyberg, obteniendo la conformidad de sus superiores. El 15 de febrero de 1944 los B-17 arrojaron 2500 toneladas de bombas sobre el monasterio arrasándolo. Inmediatamente los alemanes utilizaron los escombros para fortificar su línea defensiva. Antes del bombardeo, la irreemplazable biblioteca del monasterio junto con otros tesoros artísticos fueron enviados a la Ciudad del Vaticano por los alemanes y sobrevivieron a la batalla.
Impacientes por alcanzar Roma, los aliados organizaron un desembarco en Anzio y Nettuno, al sur de la capital, intentando dejar a sus espaldas a Montecassino. Sin embargo la resistencia que encontraron fue mayor de la esperada, y las tropas aliadas quedaron atrapadas en una bolsa, resistiendo la presión alemana en un episodio que luego se conoció como la batalla de Anzio.

## Cuarto ataque

Cuarto ataque (Operación Diadema): Plan de ataque de Los Aliados.

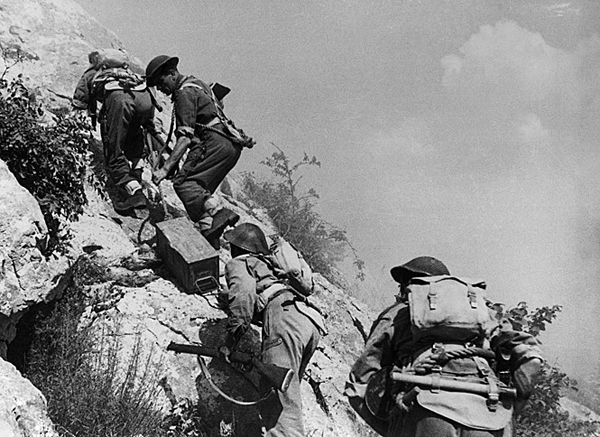
Segundo Cuerpo polaco en ataque.

El último ataque contra Montecassino fue llevado a cabo por el Segundo Cuerpo polaco del general Anders y la Cuarta División india. Un miembro de esta última división recibió la Cruz Victoria, por su ayuda en capturar la artillería enemiga.
El primer asalto (11 de mayo al 12 de mayo) causó enormes bajas aliadas, pero el Octavo Ejército británico logró atravesar las líneas enemigas, logrando alcanzar el valle del Liri, justo debajo del monasterio.
El segundo asalto (17 de mayo-19 de mayo) causó enormes bajas en las filas polacas, pero la Cuarta División marroquí (del Cuerpo Expedicionario Francés, al mando del general Alphonse Juin) logró empujar a la 1.ª División de Paracaidistas alemanes fuera de sus posiciones en las colinas, que rindieron las ruinas del monasterio. Gracias a ese empuje francés, en la mañana del 18 de mayo, la vanguardia polaca ocupó el monasterio, que ya había sido abandonado.

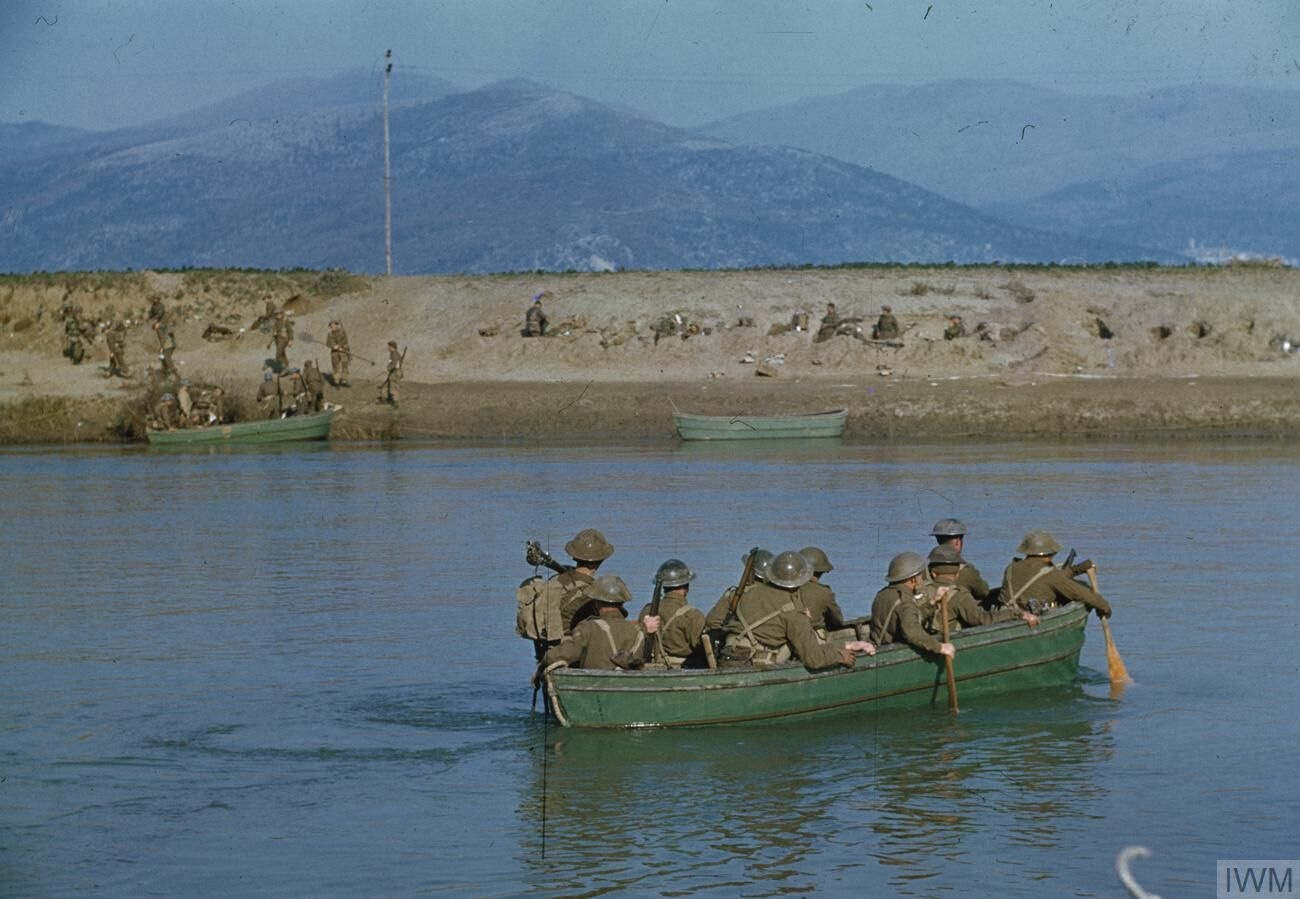
Tropas aliadas cruzando el río Garigliano el 19 de enero de 1944.

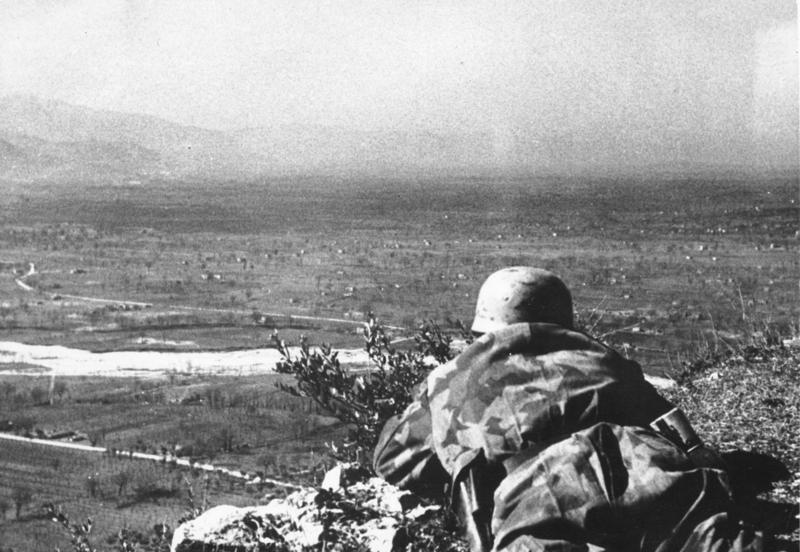
Vista del valle de Cassino y un paracaidista alemán en Monte Cassino en febrero de 1944.

La captura de Montecassino permitió el avance aliado a Roma y liberó a las tropas atrapadas en Anzio: La capital italiana cayó el 4 de junio de 1944.
El gobierno polaco en exilio creó una condecoración llamada Cruz de Montecassino para premiar a los soldados que participaron en esta campaña. Además un cementerio polaco fue construido al noreste del monasterio.
En 1943 el Mando Aliado decidió atacar la Línea Gustav alemana para abrirse camino hacia el norte de la península Italiana, hacia Roma. Para obligar a los defensores de la Línea a abandonar sus posiciones, se planeó un desembarco detrás de dichas posiciones, en Anzio. Los generales aliados Alexander y Clark se enfrentaban a Kesselring, quien estaba haciendo un extraordinario trabajo en la defensa de Italia, conteniendo y retrasando el avance enemigo en inferioridad numérica y bajo total superioridad aérea y naval enemiga. 
La idea era desembarcar varias divisiones en Anzio a espaldas de la Línea Gustav de forma que obligara a levantar la línea y retroceder hacia Roma. El desembarco se haría de forma simultánea con un masivo ataque frontal a la Línea Gustav intentando las fuerzas de la Commonwealth, los franceses, los polacos y los norteamericanos abrirse camino hacia el valle del Liri, y una vez en el río Liri, hasta Roma.
Cassino era un pequeño pueblo italiano a orillas del río Rápido en el centro de la Línea Gustav, en una zona montañosa, coronado por un monte en donde se erguía una abadía y monasterio benedictino, del siglo VI.
Curiosamente, el monasterio no estaba ocupado por tropas alemanas. Las únicas unidades alemanas que cerraban el paso al río Liri en Cassino se hallaban desplegadas en el pueblo, al haberse acordado por el mando germano que el monasterio era un monumento histórico y no debía ser convertido en fortaleza. Fue un error de apreciación aliado el que convirtió Monte Cassino en una fortaleza. Convencidos de que los alemanes habían fortificado el monasterio, lanzaron un terrorífico ataque aéreo sobre el mismo el 15 de febrero de 1944. En sus edificios, los únicos ocupantes eran monjes y civiles de Cassino que habían acudido a refugiarse en aquel santo lugar. (Esto no fue reconocido como un tremendo error por Estados Unidos hasta 1969).
El ataque consistió de ocho oleadas sucesivas, con 240 bombarderos lanzando casi 600 toneladas de alto explosivo sobre la abadía. Todos los edificios quedaron destruidos, y el lugar lleno de hoyos y cráteres.
Hasta el 11 de febrero, las tropas alemanas que defendían Cassino no eran Paracaidistas, sino Granaderos Panzer de la 15.ª División de la Wehrmacht. Ocupaban esas posiciones desde diciembre de 1943, y no tenían intención de entregarlas a sus enemigos.

## Comienzo del ataque
Cuando se habla de Cassino todo el mundo recuerda la defensa llevada a cabo por los paracaidistas alemanes, pero solo algunos saben que la primera fase de la defensa del área fue llevada a cabo por panzergrenadiers (Granaderos Panzer) junto con el teniente Antonio Gozzer y con notable éxito. 

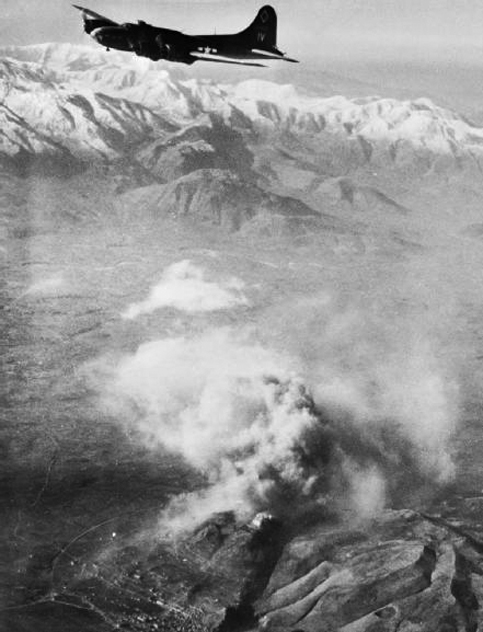
Un B-17 Flying Fortress bombardeando la abadía el 15 de febrero.

El 20 de enero de 1944, el general Clark ordenó que la 36.ª División de Infantería norteamericana junto a elementos de la Guardia Nacional de Texas, intentaran cruzar el río Rápido. Clark había asumido que habría pérdidas elevadas, pero nadie imaginaba la carnicería que se produjo. Durante horas, la artillería estadounidense y su aviación táctica castigaron las posiciones de la 15.ª División Panzergrenadier (que además estaba incompleta porque algunos de sus elementos habían sido llamados como refuerzos en otros sectores del frente). Confiados en que el castigo habría sido terrible para los defensores, los infantes dejaron sus posiciones y comenzaron a preparar el cruce del río con lanchas de asalto.
Cuando buena parte de las tropas norteamericanas estaban en esta tarea, los granaderos panzer, que habían sabido cobijarse durante los bombardeos, abrieron fuego con armas automáticas y morteros. En pocos minutos, en la orilla sur del Rápido se amontonaban los muertos y heridos norteamericanos. La intensidad del ataque fue tal, que sin ni siquiera haber alcanzado los puntos de cruce y abordado los botes, los asaltantes ya sufrían un 25% de bajas (más de 500 muertos).
Solo unos pocos pelotones y compañías incompletas alcanzaron la orilla norte, pero una vez allí, quedaron aislados buscando cobijo desesperadamente ante el aluvión de fuego que se les venía encima y no pudieron consolidar la cabeza de puente.
A pesar de las terribles pérdidas, el general Clark ordenó volver a intentar el cruce, asumiendo que los defensores alemanes también habrían sufrido pérdidas difíciles de reponer y ordenó un segundo intento de cruce la noche del día 21 al 22 de enero.
Amparados por la oscuridad, a pesar de las terribles bajas, un batallón completo consiguió alcanzar la orilla enemiga y tender dos puentes, pero los alemanes, dándose cuenta de que con los puentes operativos llegarían rápidamente refuerzos y perderían sus posiciones, contraatacaron en mitad de la noche. Apoyados por cañones bien atrincherados que disparaban directamente contra las posiciones enemigas estimadas, los granaderos pulverizaron a los estadounidenses. Fue tal la matanza del batallón, que solo sobrevivieron algunas compañías incompletas que para salvar la vida tuvieron que retroceder nuevamente hasta la orilla sur abandonando los puentes y el material.
El general Frido von Senger preguntó a la 15.ª Panzergrenadieren  por la situación y si podrían resistir el ataque enemigo. La respuesta fue: "Los destacamentos de asalto del enemigo que cruzaron el río han sido aniquilados". El Congreso de los Estados Unidos ordenó una investigación de lo sucedido creándose una Comisión de Investigación poco después de terminar la guerra. La Comisión exoneró al general Clark.

## Nuevo ataque de las tropas aliadas
Clark, en cuanto se produjo el desastre de la 36.ª División, el 24 de enero, ordenó que el Rápido fuera cruzado de nuevo esta vez por la 34.ª División, permitiendo reorganizarse a la 36.ª.
Se eligió una zona del río donde la poca profundidad facilitaría el cruce de los infantes y el material, al norte del pueblo de Cassino. La idea era que tras cruzar el Rápido, la fuerza se dividiera en dos grupos, uno que atacaría Cassino y otro que intentaría alcanzar las colinas que dan paso al valle del Liri. Para apoyar a los atacantes, los norteamericanos decidieron emplear carros de combate con la 34.ª División.
Antonio Gozzer, conocedor de que el enemigo intentaría cruzar el río, voló una presa provocando el desbordamiento del río y convirtiendo ambas orillas en un lodazal. Cuando los carros junto con la infantería avanzaron hacia el río, veinte carros quedaron atrapados completamente en el barro y tuvieron que ser abandonados. A pesar de que esta vez se consiguió dominar parte de la orilla alemana, los granaderos panzer habían minado las laderas de las montañas que seguían al río, y construido varios puestos fortificados que se cobraron un fuerte peaje en vidas enemigas. Gracias al apoyo de los carros, los hombres de la 34.ª División consiguieron alcanzar los arrabales de Cassino, pero allí fueron finalmente detenidos de nuevo por fuego concentrado de cañones anticarro y de ametralladoras. Esta situación duró casi una semana.
A principios de febrero, un batallón estadounidense alcanzó la colina 445, a solo 360 metros de la abadía de Monte Cassino, pero nuevamente, los granaderos panzer contraatacaron y les obligaron a abandonar la cima y replegarse.
Los estadounidenses estaban exhaustos y habían perdido su empuje. Las pérdidas se acumulaban. Se decidió entonces que tropas coloniales francesas del Cuerpo Expedicionario Francés (excelentes soldados de montaña) que se encontraban a 3 kilómetros al norte de la 34.ª División intentaran unirse a esta para presionar sobre los alemanes. Los franceses conquistaron monte Belvedere, pero cuando les quedaba poco trecho para enlazar con los norteamericanos los granaderos panzer consiguieron detener su avance definitivamente.
Las tropas alemanas estaban agotadas, y hay informes de que escaseaban los víveres y las municiones. En enero y febrero hizo mucho frío y llovió abundantemente y los soldados de ambos bandos estaban agotados.

## Reordenamiento
El 11 de febrero se decidió finalmente cancelar la fracasada ofensiva, pero para entonces las bajas aliadas alcanzaban la cifra de 4200 estadounidenses y 2500 franceses caídos en acción. A cambio, se había tomado monte Belvedere y se había cruzado el Rápido pero sin haber conseguido avanzar más allá, ni alcanzar Cassino ni la abadía y mucho menos el valle del Liri.
Es en este momento cuando los alemanes, orgullosos de su 15.ª Pzgr. Div., decidieron reforzarla con otra unidad de la que esperaban mucho: la 1.ª Div. Fallschirmjäger.
Los Aliados, decidieron retirar la 34.ª y 36.ª divisiones y la Guardia Nacional de Texas, que estaban en un estado bastante precario, y sustituirlas por unidades frescas de la Commonwealth, la 4.ª División india y la 2.ª División neozelandesa.
Nos encontramos ahora en Cassino el 13-14 de febrero. Los veteranos paracaidistas alemanes se han desplegado en el pueblo y las laderas próximas pero tienen órdenes expresas de no ocupar el monasterio para evitar que sean objetivos militares.

## Primer bombardeo aliado
Los Aliados, desconfiados, decidieron bombardear Monte Cassino el 15, lanzándose 600 toneladas de explosivo. En el lugar solo se encontraban los monjes y civiles refugiados y heridos. Muchos de ellos murieron en el bombardeo.
El día 15, tras el ataque, el general Von Senger dio por fin permiso a los paracaidistas para ocupar las ruinas de Monte Cassino y convertirlo en un segundo baluarte defensivo detrás del pueblo.
Ahora era el turno de las tropas británicas y de la Commonwealth de demostrar si eran más capaces que sus aliados estadounidenses y conseguirían finalmente atravesar la Línea Gustav. 
Durante los días 16 y 17 de febrero, la 4.ª Div. india lanzó varios valientes asaltos sobre Cassino y las colinas próximas. Las bajas fueron terribles. Si los panzergrenadiers habían demostrado no estar dispuestos a ceder ni un palmo de terreno y a contraatacar cuando fuera necesario, los paracaidistas eran todavía peores enemigos. Por poner un ejemplo, en el ataque a una de las colinas próximas al pueblo (cota 593), el batallón de los Royal Sussex perdió el 50% de sus hombres, lo cual es una auténtica barbaridad. 
Enviadas las mejores tropas de la Commonwealth, los fusileros de Rajputana y dos batallones de los temibles gurkhas, tampoco consiguieron avanzar y las bajas fueron nuevamente escalofriantes. 

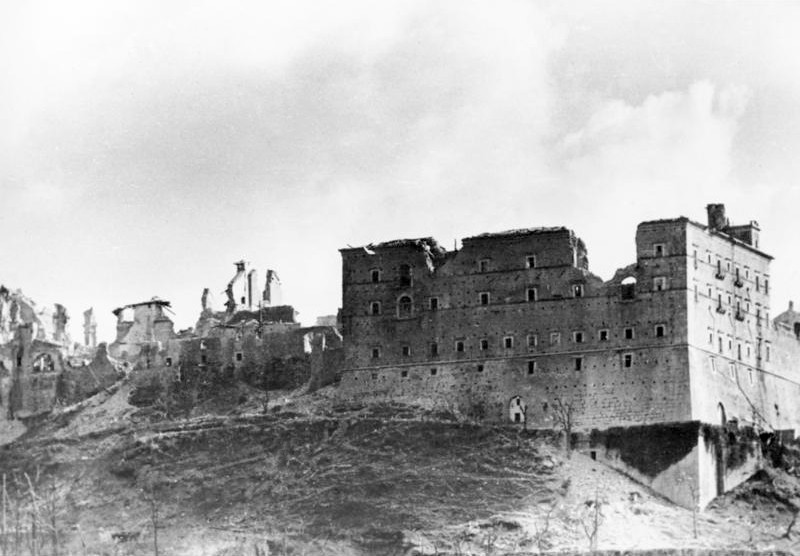
Estado de la abadía tras los bombardeos aliados de febrero.

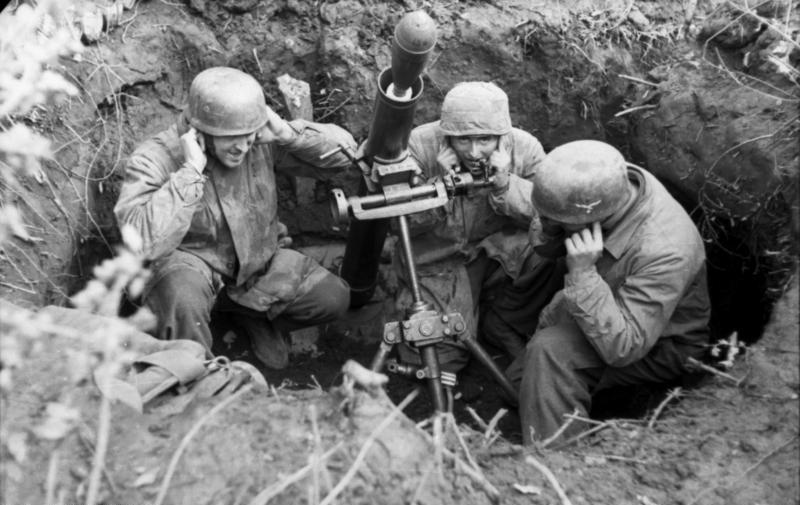
Paracaidistas alemanes en Monte Cassino.

Solo los maoríes consiguieron alcanzar el pueblo y tomar la estación de ferrocarril, pero por poco tiempo. El 18 de febrero, la ya fogueada 15.ª Pz. Gr. lanzó un contraataque a cargo del 211.ª Pz. Gr. Rg. (Regimiento de Granaderos Panzer) junto con algunos cañones de asalto y expulsó a los maoríes del pueblo otra vez.
A partir del 18, comenzó a nevar copiosamente y se detuvo el ataque británico, que además de no conseguir ningún avance, había supuesto ya centenares de muertos y heridos para sus unidades. Era evidente que los alemanes no estaban dispuestos a ceder y que contraatacarían cualquiera que fueran las circunstancias donde hiciera falta.
Hasta el 15 de marzo no se reanudó el asalto aliado sobre Cassino, nuevamente encabezado por los británicos. Para aniquilar a los defensores del pueblo, se preparó la ofensiva con un bombardeo previo de 500 aviones que lanzaron sobre el pequeño casco urbano e inmediaciones, 1000 toneladas de explosivos.
Por si esto fuera poco, la artillería lanzó otras 2500 toneladas más de proyectiles. El suelo tembló en 10 km a la redonda como si se tratase de un terremoto.
No podía haber supervivientes. No quedó ni un solo edificio en pie y los cráteres se superponían unos a otros en un espectáculo dantesco, semejante al paisaje lunar.
A estas alturas de la batalla, la 15.ª Pz. Gr. Div. había sido relevada por los paracaidistas (y bien ganado se lo tenía esta fabulosa unidad). En Cassino, los defensores soportaron horas de bombardeo escondidos en sótanos y cloacas. Algunos quedaron enterrados en vida y desde luego, muchos otros murieron.
El ataque que siguió al bombardeo lo llevaron a cabo neozelandeses, que incrédulos ante lo que veían sus ojos, comprobaron cómo los paracaidistas volvían a ocupar sus posiciones abriendo fuego con fusiles, ametralladoras y morteros contra ellos. El Hotel Excelsior fue uno de los lugares elegidos por los paracaidistas para resistir. Y finalmente, los neozelandeses, como antes norteamericanos, franceses, británicos e indios, tuvieron que retirarse y abandonar el pueblo. Durante nueve días y nueve noches, los paracaidistas diezmaron seis batallones neozelandeses, uno tras otro cada vez que pretendieron tomar la población. 
El batallón de gurkhas de la división, consiguió trepar hasta una colina detrás del pueblo y ya cerca de la abadía, la Colina del Verdugo y otro batallón indio alcanzó la Colina del Castillo, también próxima. Pero los paracaidistas consiguieron aislarles allí y causarles bajas poco a poco, haciendo la situación insostenible.
El día 23 de marzo, más de un mes después del inicio del asalto, el general Alexander ordenó abortar la ofensiva. Los gurkhas y los indios aislados consiguieron retirarse de las colinas donde habían quedado aislados pero dejando un rastro de cadáveres en el camino.
En esta ofensiva, la artillería aliada empleó 600 000 proyectiles, para no conseguir absolutamente nada. Solo entre la Colina del Castillo y la estación de Cassino, se contabilizaron 2000 muertos propios.
El general Alexander reconoció la talla de los paracaidistas alemanes enemigos con las siguientes palabras: "Es extraordinaria la tenacidad de estos paracaidistas alemanes. Estuvieron sometidos a toda la fuerza aérea del Mediterráneo bajo la mayor concentración de potencia de fuego que se ha visto jamás. Dudo que haya otras tropas en el mundo que hubiesen podido levantarse y seguir luchando con aquella ferocidad". Esto, con toda seguridad, incluía a sus propias tropas. 
El siguiente capítulo en esta sangrienta historia lo escribirían los polacos del II Cuerpo de Ejército, acérrimos y rencorosos rivales de los alemanes. Ni estadounidenses, ni franceses, ni británicos, ni indios, ni neozelandeses, ni gurkhas, habían conseguido someter Cassino.
El 11 de mayo, los polacos tras la habitual barrera artillera se lanzaron al ataque. Ocuparon una cresta a 1500 metros de la abadía (hacia el este) llamada Cresta Fantasma (cota 593). A pesar de las bajas acumuladas y del volumen de fuego, los paracaidistas organizaron un nuevo contraataque obligando al enemigo a (por enésima vez) abandonar su conquista, retrocediendo los polacos con gran número de bajas.
Pero Cassino formaba parte de una línea defensiva, la Línea Gustav, y a pesar de la resistencia de la 1.ª Div. Paracaidista, otras unidades de la Wehrmacht en otros sectores no pudieron resistir lo suficiente. Las 94.ª y 71.ª Divisiones de la Wehrmacht acabaron cediendo y los subsiguientes avances aliados pusieron en grave peligro de quedar cercados a los defensores de Cassino y del monasterio. El 17 de mayo, Kesselring ordenó, satisfecho y orgulloso, que la 1.ª Div. abandonara sus posiciones. La evacuación se hizo de noche y en orden, aunque no pudieron cargar con los heridos. 
La mañana del día 18 de mayo, tropas polacas tomaron el pueblo y coronaron Monte Cassino sin oposición. Solo encontraron cadáveres, heridos y dos médicos militares alemanes.

## Galería de imágenes

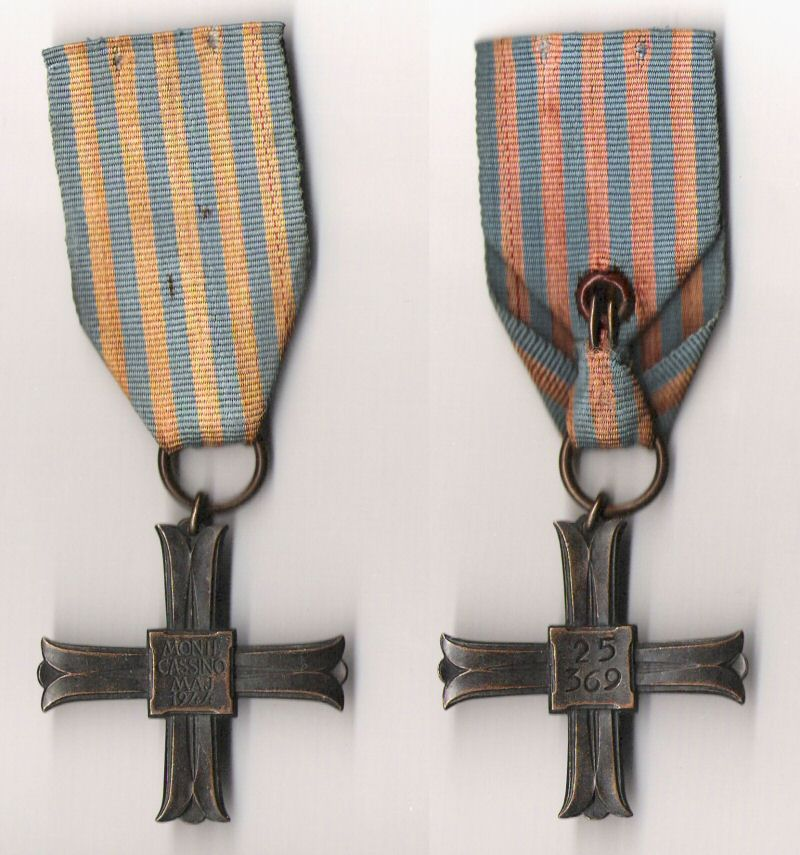
Cruz de Montecassino
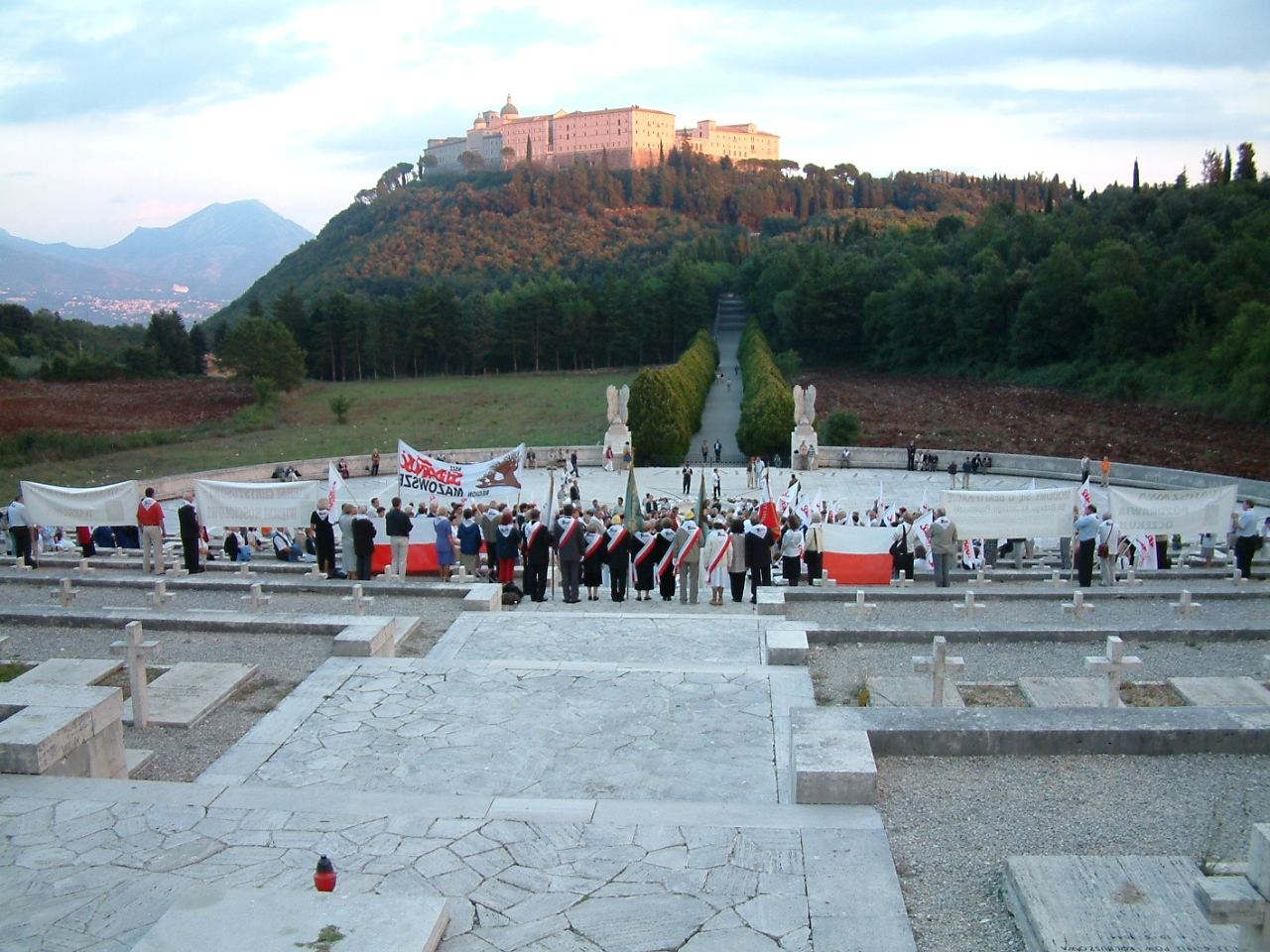
Cementerio Polaco con el monasterio reconstruido al fondo